# The Fox
The Fox – 15. studyjny album Eltona Johna, wydany 20 maja 1981 (Wlk. Brytania, 22 maja – USA). Odtwarzanie utworu "Elton's Song" w stacjach radiowych niektórych krajów było zabronione ze względu na homoseksualny kontekst.

## Lista utworów
1. "Breaking Down Barriers" (Elton John, Gary Osborne) – 4:40
2. "Heart in the Right Place" (John, Osborne) – 5:13
3. "Just Like Belgium" – 4:08
4. "Nobody Wins" (Jean-Paul Dreau, Gary Osborne) – 3:42
5. "Fascist Faces" – 5:10
6. "Carla/Etude" – 4:45 (Elton John)
7. "Fanfare"  – 1:26 (Elton John, James Newton-Howard)
8. "Chloe" – 4:39 (John, Osborne)
9. "Heels of the Wind" – 3:37
10. "Elton's Song" (Elton John, Tom Robinson) – 3:03
11. "The Fox" – 5:10

Na niektórych wydaniach "Carla/Etude" i "Fanfare" występują jako jeden utwór. Inne wersje łączą ze sobą "Carla/Etude", "Fanfare" i "Chloe" w jedną całość, tworząc tym samym utwór nr 9.
Francuska wersja albumu zawierała piosenkę "J'Veux de la Tendresse" zamiast "Nobody Wins". "Tendresse" było oryginalną francuską wersją piosenki, do której Osborne napisał słowa po angielsku, "przerabiając" tym samym piosenkę na "Nobody Wins".